# Száva (keresztnév)
A Száva Jules Verne Sándor Mátyás című regényének nőalakja után a magyarban női névként használatos, de a szláv nyelvekben a Száva férfinév, a Szabbász név alakváltozata. Verne ihletője talán a Száva folyó neve volt.

## Gyakorisága
Az 1990-es években szórványos név, a 2000-es években nem szerepel a 100 leggyakoribb női név között.

## Névnapok
- április 12.[2] A szerb ortodox egyház szent Száva napját január 27-én ünnepli.

## Híres Szávák
- Szabbai Szent Szabbász (439–532)
- Szent Száva (1174–1236)
- Thököly Száva (1761–1842)

## Irodalmi alakok
- Jules Verne Sándor Mátyás című regényének egyik női szereplője, Sándor Száva